# Cafia
Cafia é um traje muito comum no Oriente Médio e na maioria dos países islâmicos espalhados pelo mundo. Consiste em um pano quadrado preso por uma tira chamada egal. Por baixo dela, uma touca prende o cabelo.
A origem da cafia remonta aos beduínos, que a utilizavam como máscara protetora contra o frio e contra as tempestades de areia. Atualmente, já incorporada à cultura dos países islâmicos, a cafia só é usada por homens.
A cor da cafia e da tira que a prende indicam o país e a região em que a pessoa nasceu, por exemplo, se a cafia for quadriculada em preto e branco é muito provável que quem a está usando seja natural da Palestina.